# أيغينيو
أييينيون (Αιγίνιον) هي مدينة في بيريا في مقاطعة فوريا إلادا في اليونان.
يبلغ عدد سكانها حوالي 3931   نسمة.

## أعلام
- أرجيريس بابابيترو